# بني غبيس (الحيمة الخارجية)

تعديل مصدري - تعديل

بني غبيس هي إحدى قرى عزلة بيت ابن مهدي بمديرية الحيمة الخارجية التابعة لمحافظة صنعاء، بلغ تعداد سكانها 276 نسمة حسب تعداد اليمن لعام 2004.